# Marvin Hamlisch
Marvin Frederick Hamlisch (2. června 1944 – 6. srpna 2012) byl americký hudební skladatel. Byl jedním z jedenácti lidí, kteří získali ocenění Emmy, Grammy, Oscar a Tony, jedním ze dvou lidí, kteří kromě těchto čtyř cen získali ještě Pulitzerovu cenu (druhým byl Richard Rodgers) a dvakrát též získal cenu Zlatý glóbus.